# Seladon

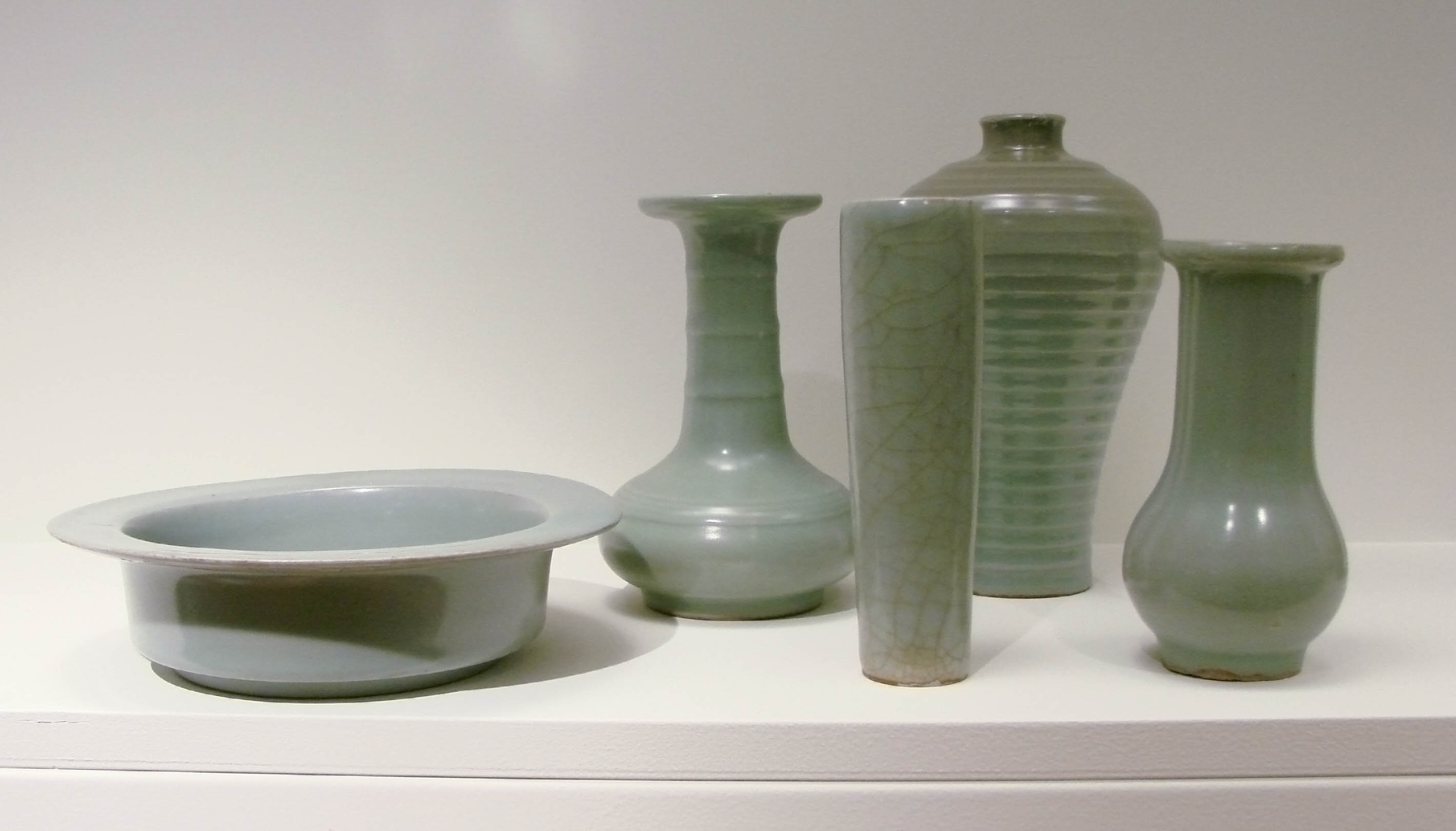
Chinesisches Seladon

Seladon, auch Seladon-Keramik und Celadon, ist ein nach seiner „seladongrünen“ (graugrünen) Glasur benanntes chinesisches Steinzeug des 9. bis 15. Jahrhunderts, das im Mittelalter vereinzelt auch nach Europa gelangte. Die älteste importierte Seladonschale befindet sich im Hessischen Landesmuseum in Kassel und befand sich etwa ab 1420 im Besitz der Grafen von Katzenelnbogen. Seladon-Keramik ist oft mit Reliefs verziert.

## Geschichte
Die grünliche oder bläuliche Glasur lässt bei frühen Stücken den Scherben durchscheinen. Bei späteren Exemplaren ist die Glasur grasgrün oder dunkelolivgrün. Die typische Glasur der Mingzeit (ab 1368) ist graugrün und undurchscheinend. Seladon-Keramik war in Asien beliebt, weil sie in ihrer Farbe an Jade erinnert. Die Farbe entsteht durch Reduktion von Eisen(II)-oxid in der Feldspat-Glasur während des Brennvorgangs.
Ende des 13. Jahrhunderts wurde diese Form der Keramikherstellung in den Süden nach Thailand exportiert, als König Ramkhamhaeng von Sukhothai selbst die einschlägigen Techniken von einer Reise nach China mitbrachte. Die Keramikindustrie von Sukhothai und Sawankhalok hat sich in Si Satchanalai bis heute erhalten.
Auch die Glasuren zeitgenössischer westlicher Keramiker zeigen gern die Farbe von Seladon.

## Namensgebung
Der Name „Seladon“ stammt vom Helden des Romans L’Astrée von Honoré d’Urfé aus dem Jahre 1610. Das mattgrüne Gewand des Schäfers Céladon war eine Zeit lang Mode und prägte so den Namen der Farbe. Bis ins 19. Jahrhundert war der Ausdruck „zärtlich wie Seladon“ sprichwörtlich vergleichbar mit „schön wie Adonis“ oder „stark wie Herkules“.

## Weiterführende Literatur
- G. St. G. M. Gompertz: Celadon Wares. London 1968
- B. Harrison: Oriental Celadon. Leeuwarden 1978
- M. Tregear: Die Keramik der Song-Zeit. München 1982, ISBN 3-7774-3390-X
- J. Ayers: Die Keramik des Fernen Ostens: China, Vietnam, Korea, Japan. Freiburg, Basel, Wien 1984, ISBN 3-451-20199-2
- G. Weiss: Alte Keramik neu entdeckt. Frankfurt/M., Berlin, Wien 1985, ISBN 3-548-34290-6
- Roxanna M. Brown: The Ceramics of South-East Asia. Their Dating and Identification. 2nd edition. Art Media Resources, Chicago 2000, ISBN 1-878529-70-6
- A. Mertens mit M. Flitsch: Seladon im Augenmerk. Jadegleiche Porzellane und ihre Meister in Longquan, VR China. Stuttgart 2019, ISBN 978-3-89790-574-0.